# Alberto Valero Martín
Alberto Valero Martín (Madrid, 1882-Madrid, 1941) fue un escritor, abogado y periodista español.

## Biografía
Nació el 8 de abril de 1882 en Madrid. Hijo de Juan Valero de Tornos y hermano de varios escritores, entre ellos Álvaro Valero Martín, hacia comienzos del siglo XX era colaborador de La Correspondencia de España. Escribió teatro, poesía y prosa y mantuvo amistad con Emilio Carrere. Falleció el 14 de septiembre de 1941 en su ciudad natal.
Descrito por Julio Cejador como «buen narrador, impresionista», publicó obras como Niñón (poesías, 1909), Las perros de la alquería (1912), Campo y hogar (poesías, 1913), La moza del mesón (novela, 1915) y Castilla madre (1916). Rafael Cansinos Assens habría escrito sobre él lo siguiente:

Alberto Valero Martín, además de ser el cantor sentimental de las mozucas de rojos refajos y de los gañanes recios y sufridos á lo Gabriel y Galán, y además de cultivar la égloga castellanista según los cánones anteriores, es el autor de Castilla madre, boceto dramático en que clama el lamento noble y antiguo, á lo Hécuba ó Andrómaca, de la tierra abandonada por los hijos que emigran, y el coro esquivo y ausente tiene su parte eficaz.
Cansinos Assens, Las Escuel. liter., 1916, pág. 127.